# سم هزلدین
سموئل هزلدین (انگلیسی: Samuel Hazeldine؛ زادهٔ ۲۹ مارس ۱۹۷۲) بازیگر انگلیسی است.
از فیلم‌های معروف او می‌توان به فیلم محافظ مزدور و مکانیک: رستاخیز اشاره کرد.

## اوایل زندگی
سم هزلدین در همرسمیت لندن به دنیا آمد. او پسر بازیگران جیمز هیزلداین و ربکا مور است. او به مدت دو سال در آکادمی سلطنتی هنرهای دراماتیک تحصیل کرد، و سپس کار خود را در موسیقی با گروه Mover دنبال کرد.